# Dilatarea timpului
Dilatarea temporală este fenomenul prin care un observator observă că ceasul altui observator și care este identic cu ceasul său bate mai încet în raport cu ceasul său. Aceasta este interpretată ca însemnând că timpul a „încetinit” pentru celălalt ceas, dar aceasta este adevărată doar în contextul sistemului de referință al observatorului. Local (adică din perspectiva oricărui observator din același sistem de referință, fără legătură cu alt sistem de referință), timpul trece mereu în același ritm. Fenomenul dilatării temporale se aplică oricărui proces care manifestă modificări în timp.
În Teoria relativității a lui Albert Einstein, dilatarea temporală se manifestă în două circumstanțe:
- În relativitatea restrânsă, ceasurile care sunt în mișcare în raport cu un sistem de referință inerțial se mișcă mai încet. Acest efect este descris exact de transformările Lorentz.

- În relativitatea generală, ceasurile aflate la un potențial inferior într-un câmp gravitațional — cum ar fi cazul în apropierea unei planete — merg mai încet.

- În relativitatea restrânsă, efectul dilatării temporale este reciproc: observând din punctul de vedere al oricăror două ceasuri aflate în mișcare unul în raport cu celălalt, mereu ceasul celălalt suferă dilatare temporală. (Se presupune că mișcarea reciprocă a celor doi observatori este uniformă; adică acestea nu accelerează pe parcursul observațiilor.)

- În contrast, dilatarea temporală gravitațională (tratată în teoria relativității generale) nu este reciprocă: un observator aflat în vârful unui turn va observa că ceasurile de la nivelul solului bat mai lent, iar observatorii de la nivelul solului vor fi de acord. Astfel, dilatația temporală gravitațională este observată de toți observatorii staționari, independent de altitudinea lor.